# Sarah Hyland
Sarah Jane Hyland (født 24. november, 1990) er en amerikansk skuespiller og sanger. Hun er bedst kendt for at spille Haley Dunphy i ABC's sitcom Modern Family (2009–2020), en rolle som gav hende flere anerkendelser, bl.a. fire Screen Actors Guild Awards for Outstanding Performance by an Ensemble in a Comedy Series og en nominering til Critics' Choice Television Award for Best Supporting Actress in a Comedy Series.
Hyland er også kendt for sine roller i filmene Geek Charming (2011), Struck by Lightning (2012), Scary Movie 5 (2013), Vampire Academy (2014), See You in Valhalla (2015), XOXO (2016), Dirty Dancing (2017) og The Wedding Year (2019).

## Opvækst
Hyland blev født i Manhattan, New York, som datter af skuespillerne Melissa Canaday og Edward James Hyland. Hun er søster til skuespilleren Ian Hyland. Hun gik på Professional Performing Arts School i Manhattan, og havde i denne forbindelse mindre roller i filmene Private Parts (1997), Annie (1999) og Blind Date (2007).

## Karriere
Hyland har spillet skuespil siden hendes første rolle som Howard Sterns datter i filmen Private Parts i1997. Herfra fik hun roller som Molly i tv-filmen Annie i 1999 og som Maddie Healy i Lipstick Jungle på NBC. Hyland medvirkede i Olive Garden-reklame sammen med skuespiller Molly Culver og hun har været på Broadway som ung Jacqueline Bouvier i Grey Gardens (2006).
Fra 2009 til 2020 spillede Hyland Haley Dunphy i ABC's sitcom Modern Family, for hvilken hun og resten af castet har vundet prisen Screen Actors Guild Award for Outstanding Performance by an Ensemble in a Comedy Series hvert år fra 2011til 2014. I 2011 medvirkede Hyland i Disney Channel Original Movie Geek Charming.
I 2012 var Hyland med i filmen Struck by Lightning. I september 2012 var hun med omkring en Nintendo 3DS-reklamekampagne sammen med Dianna Agron og Gabby Douglas.
Haley har medvirket i flere musical-projekter samt teaterproduktioner: Kerrigan-Lowdermilk Live (koncert i 2013), Hair (tilpasning i 2014 ved Hollywood Bowl), The Unauthorized Musical Parody of Scream (opsætning i 2014 på Rockwell Table & Stage) og The Kindred Foundation for Adoption skabt af Jenna Ushkowitz og Samantha Futerman (fundraiser i 2015).
I 2014 og 2018 var Hyland medvært på Disney Parks Christmas Day Parade (samtidig med Disney Parks Frozen Christmas Celebration og The Wonderful World of Disney: Magical Holiday Celebration), hvilket inkluderede dans og sang med Jordan Fisher. Hyland havde også en gæsteoptræden på The Wonderful World of Disney: Disneyland 60 (2016) og Mickey's 90th Spectacular (2018).
I 2016 lavede Hyland flere coverversioner af sange med Boyce Avenue, såsom "Closer" af The Chainsmokers og "Don't Wanna Know" af Maroon 5. Begge sange var med på Boyce Avenues album Cover Sessions, Vol. 4, som blev udgivet d. 19. december, 2017.
Hyland havde sin sangdebut ved "Met At a Party" med Jordan McGraw (søn of Dr. Phil) ved 2019 Teen Choice Awards. Singlen blev udgivet 9. august, 2019 gennem Republic Records.
I 2019 indgik Hyland samarbejde med Olay om en hudproduktkampagne.

## Privatliv

### Forhold
Hyland var kæreste med sin Geek Charming-kollega Matt Prokop i fire år efter at have mødtes i 2010. I august 2014 fik Hyland et midlertidigt polititilhold mod Prokop efter han skulle have mishandlet hende psykisk og verbalt i deres fire år lange forhold. I oktober samme år blev tilholdet permanent.
Hyland datede herefter hendes Vampire Academy og Shadowhunters-kollega Dominic Sherwood fra 2015 til 2017.
I 2017 fandt Hyland sammen med Wells Adams, radiopersonlighed og tidligere deltager i programmerne The Bachelorette og Bachelor in Paradise. I juli 2019 blev parret forlovet. De bor i Los Angeles.

### Helbred
Hyland blev diagnosticeret med nyredysplasi som helt lille og måtte igennem en nyretransplantation i 2012, hvor hun fik sin fars ene nyre. Nyren svigtede efter nogle år, hvilket førte til hendes anden nyretransplantation i september 2017, hvor hun fik en nyre af sin bror Ian. Hyland er på fast anti-afstødningsmedicin og steroider for at forhindre, at hendes krop udstøder den donerede nyre, hvilket har medført at Hyland har svært ved tage på og holde sin vægt samt muskelmasse, som har givet hende flere sengeliggende perioder samtidig med arbejdet på Modern Family.
I december 2018 fortalte Hyland til ugebladet Self, at hun havde overvejet selvmord, fordi hun har følt sig som en byrde for sin familie og hun bebrejder sig selv for, at hendes krop udstødte farens nyre. Siden hun blev født har hun været gennem 16 operationer for at forbedre hendes helbred, bl.a. flere nyreoperationer samt en laparoskopi for at behandle hendes endometriose.

## Filmografi

### Film
| År   | Titel                                                              | Rolle              | Noter                   |
| ---- | ------------------------------------------------------------------ | ------------------ | ----------------------- |
| 1997 | A Tall Winter's Tale                                               | Elizabeth          |                         |
| 1997 | Private Parts                                                      | Howards datter     |                         |
| 1998 | The Object of My Affection                                         | Molly              |                         |
| 1998 | Advice from a Caterpillar                                          | Lizbeth            |                         |
| 1999 | Cradle Will Rock                                                   | Silvano – Giovanna |                         |
| 2002 | The Empath                                                         | Ung Christine      |                         |
| 2004 | Spanglish                                                          | Ven der overnatter |                         |
| 2007 | Blind Date                                                         | Barn (stemme)      |                         |
| 2010 | Monster Heroes                                                     | Delilah            |                         |
| 2010 | Cougars, Inc.                                                      | Courtney           |                         |
| 2011 | Conception                                                         | Tracey             |                         |
| 2012 | Struck by Lightning                                                | Claire Mathews     |                         |
| 2013 | Scary Movie 5                                                      | Mia                |                         |
| 2013 | April Apocalypse                                                   | Samm               |                         |
| 2014 | Vampire Academy                                                    | Natalie Dashkov    |                         |
| 2014 | Date and Switch                                                    | Ava                |                         |
| 2015 | See You in Valhalla                                                | Johana Burwood     | Også producer           |
| 2016 | Satanic                                                            | Chloe              |                         |
| 2016 | Lego DC Comics Super Heroes: Justice League – Gotham City Breakout | Batgirl (stemme)   |                         |
| 2016 | XOXO                                                               | Krystal            | Også executive producer |
| 2019 | The Wedding Year                                                   | Mara Hickey        | Også executive producer |

### Tv
| År        | Titel                                                   | Rolle                   | Noter                                     |
| --------- | ------------------------------------------------------- | ----------------------- | ----------------------------------------- |
| 1997–1998 | Another World                                           | Rain Wolfe              | Ukendt antal afsnit                       |
| 1998      | Trinity                                                 | Genert pige             | Afsnit: "No Secrets"                      |
| 1999      | Annie                                                   | Molly                   | Tv-film                                   |
| 2000      | Joe Gould's Secret                                      | Elizabeth Mitchell      | Tv-film                                   |
| 2000      | The Audrey Hepburn Story                                | Audrey Hepburn (Age 8)  | Tv-film                                   |
| 2000      | All My Children                                         | Karen                   | 2 afsnit                                  |
| 2000      | Falcone                                                 | Jess Pistone Egan       | Ukendt antal afnsit                       |
| 2001      | Law & Order: Special Victims Unit                       | Lily Ramsey             | Afsnit: "Repression"                      |
| 2002      | Touched by an Angel                                     | Grace                   | Afsnit: "A Feather on the Breath of God"  |
| 2004      | Law & Order                                             | Kristine McLean         | Afsnit: "The Dead Wives Club"             |
| 2005      | Law & Order: Trial by Jury                              | Brianne Colby           | Afsnit: "Vigilante"                       |
| 2007      | One Life to Live                                        | Heather                 | 7 afsnit                                  |
| 2008–2009 | Lipstick Jungle                                         | Maddie Healy            | 15 afsnit                                 |
| 2009      | Law & Order: Special Victims Unit                       | Jennifer Banks          | Afsnit: "Hothouse"                        |
| 2009–2020 | Modern Family                                           | Haley Dunphy            | Fast rolle; 11 sæsoner                    |
| 2010      | Cubed                                                   | Sig selv                | Afsnit 2.4                                |
| 2011      | Childrens Hospital                                      | Kendt person            | Afsnit: "Nip/Tug"                         |
| 2011      | Geek Charming                                           | Dylan Schoenfield       | Tv-film                                   |
| 2012      | Punk'd                                                  | Sig selv                | Afsnit: "Lucy Hale"                       |
| 2012      | Perception                                              | Pige med Tourettes      | Afsnit: "Kilimanjaro"                     |
| 2012–2015 | Randy Cunningham: 9th Grade Ninja                       | Theresa Fowler (stemme) | 11 afsnit                                 |
| 2013      | Call Me Crazy: A Five Film                              | Grace                   | Tv.film: "Grace"                          |
| 2013      | Bonnie & Clyde                                          | Blanche Barrow          | Miniserie                                 |
| 2014      | Robot Chicken DC Comics Special 2: Villains in Paradise | Lena Luthor (stemme)    | Special                                   |
| 2014      | Hot in Cleveland                                        | Ivy                     | Afsnit: "Rusty Banks Rides Again"         |
| 2015      | Repeat After Me                                         | Sig selv                | Afsnit: "Episode 101"                     |
| 2015      | The Lion Guard: Return of the Roar                      | Tiifu (stemme)          | Tv-film                                   |
| 2016–2017 | The Lion Guard                                          | Tiifu (stemme)          | 4 afsnit                                  |
| 2016      | Lip Sync Battle Shorties                                | Sig selv                | Vært; tv-special (pilot)                  |
| 2017      | Lip Sync Battle                                         | Sig selv                | Afsnit: "Sarah Hyland vs. DeAndre Jordan" |
| 2017      | Dimension 404                                           | Chloe                   | Afsnit: "Cinethrax"                       |
| 2017      | Dirty Dancing                                           | Lisa Houseman           | Tv-film                                   |
| 2017      | Shadowhunters                                           | Seelie Queen            | 2 afsnits                                 |
| 2017      | The Lion Guard: The Rise of Scar                        | Tiifu (stemme)          | Tv-film                                   |
| 2019      | Veronica Mars                                           | Alyssa                  | Afsnit: "Heads You Lose"                  |
| 2020      | RuPaul's Drag Race All Stars                            | Sig selv (gæstedommer)  | Afsnit: "SheMZ"                           |
| 2021      | Epic                                                    | Rose                    | Pilot                                     |

### Web
| År   | Titel      | Rolle           | Noter | Ref.   |
| ---- | ---------- | --------------- | ----- | ------ |
| 2020 | Lady Parts | Sig selv (vært) |       | [ 50 ] |

### Musikvideoer
| År   | Titel                               | Artist(er)                         | Ref.   |
| ---- | ----------------------------------- | ---------------------------------- | ------ |
| 2009 | "In the Moonlight (Do Me)"          | Reid Ewing                         | [ 51 ] |
| 2016 | "Like I Did"                        | Shane Harper                       | [ 52 ] |
| 2016 | "Closer"                            | Boyce Avenue feat. Sarah Hyland    | [ 26 ] |
| 2016 | "Don't Wanna Know"                  | Boyce Avenue feat. Sarah Hyland    | [ 27 ] |
| 2017 | "Don't Think Twice, It's All Right" | Sarah Hyland og J. Quinton Johnson | [ 53 ] |
| 2018 | "Know U Anymore"                    | BoTalks feat. Sarah Hyland         | [ 54 ] |

## Priser og nomineringer
| År   | Pris                              | Kategori                                                                        | Arbejde       | Resultat  | Ref.   |
| ---- | --------------------------------- | ------------------------------------------------------------------------------- | ------------- | --------- | ------ |
| 2000 | Young Artist Awards               | Best Performance in a Feature Film or TV Movie – Young Ensemble (delt med cast) | Annie         | Nomineret | [ 55 ] |
| 2010 | Screen Actors Guild               | Outstanding Performance by an Ensemble in a Comedy Series                       | Modern Family | Nomineret | [ 56 ] |
| 2010 | Teen Choice Awards                | Choice TV: Female Breakout Star                                                 | Modern Family | Nomineret | [ 57 ] |
| 2011 | Screen Actors Guild               | Outstanding Performance by an Ensemble in a Comedy Series                       | Modern Family | Vundet    | [ 7 ]  |
| 2012 | Screen Actors Guild               | Outstanding Performance by an Ensemble in a Comedy Series                       | Modern Family | Vundet    | [ 8 ]  |
| 2012 | Teen Choice Awards                | Choice TV: Female Scene Stealer                                                 | Modern Family | Nomineret | [ 58 ] |
| 2013 | Screen Actors Guild               | Outstanding Performance by an Ensemble in a Comedy Series                       | Modern Family | Vundet    | [ 9 ]  |
| 2013 | Critics' Choice Television Awards | Best Supporting Actress in a Comedy Series                                      | Modern Family | Nomineret | [ 59 ] |
| 2014 | Screen Actors Guild               | Outstanding Performance by an Ensemble in a Comedy Series                       | Modern Family | Vundet    | [ 10 ] |
| 2014 | Glamour Awards                    | Comedy Actress                                                                  | Modern Family | Vundet    | [ 60 ] |
| 2015 | Screen Actors Guild               | Outstanding Performance by an Ensemble in a Comedy Series                       | Modern Family | Nomineret | [ 61 ] |
| 2016 | Screen Actors Guild               | Outstanding Performance by an Ensemble in a Comedy Series                       | Modern Family | Nomineret | [ 62 ] |
| 2016 | Kids' Choice Awards               | Favorite Female TV Star – Family Show                                           | Modern Family | Nomineret | [ 63 ] |
| 2017 | Screen Actors Guild               | Outstanding Performance by an Ensemble in a Comedy Series                       | Modern Family | Nomineret | [ 64 ] |
| 2018 | Teen Choice Awards                | Choice Comedy TV Actress                                                        | Modern Family | Nomineret | [ 65 ] |
| 2019 | Teen Choice Awards                | Choice Comedy TV Actress                                                        | Modern Family | Nomineret | [ 66 ] |